# Chytonix muscosa
Chytonix muscosa là một loài bướm đêm trong họ Noctuidae.